# Zemlika Corona
Zemlika Corona est une corona, formation géologique en forme de couronne, située sur la planète Vénus par -33,5° S et 50° E. Elle est localisée dans le quadrangle d'Agnesi. Elle a été nommée en référence à Zemlika, déesse lettonne de la Terre. 

## Géographie et géologie
Zemlika Corona couvre une surface circulaire d'environ 150 km de diamètre. 